# Hammelsadel
Hammelsadel är en dubbel kotlettrad av får som stekts utan att delas upp ytterligare.